# Charminar

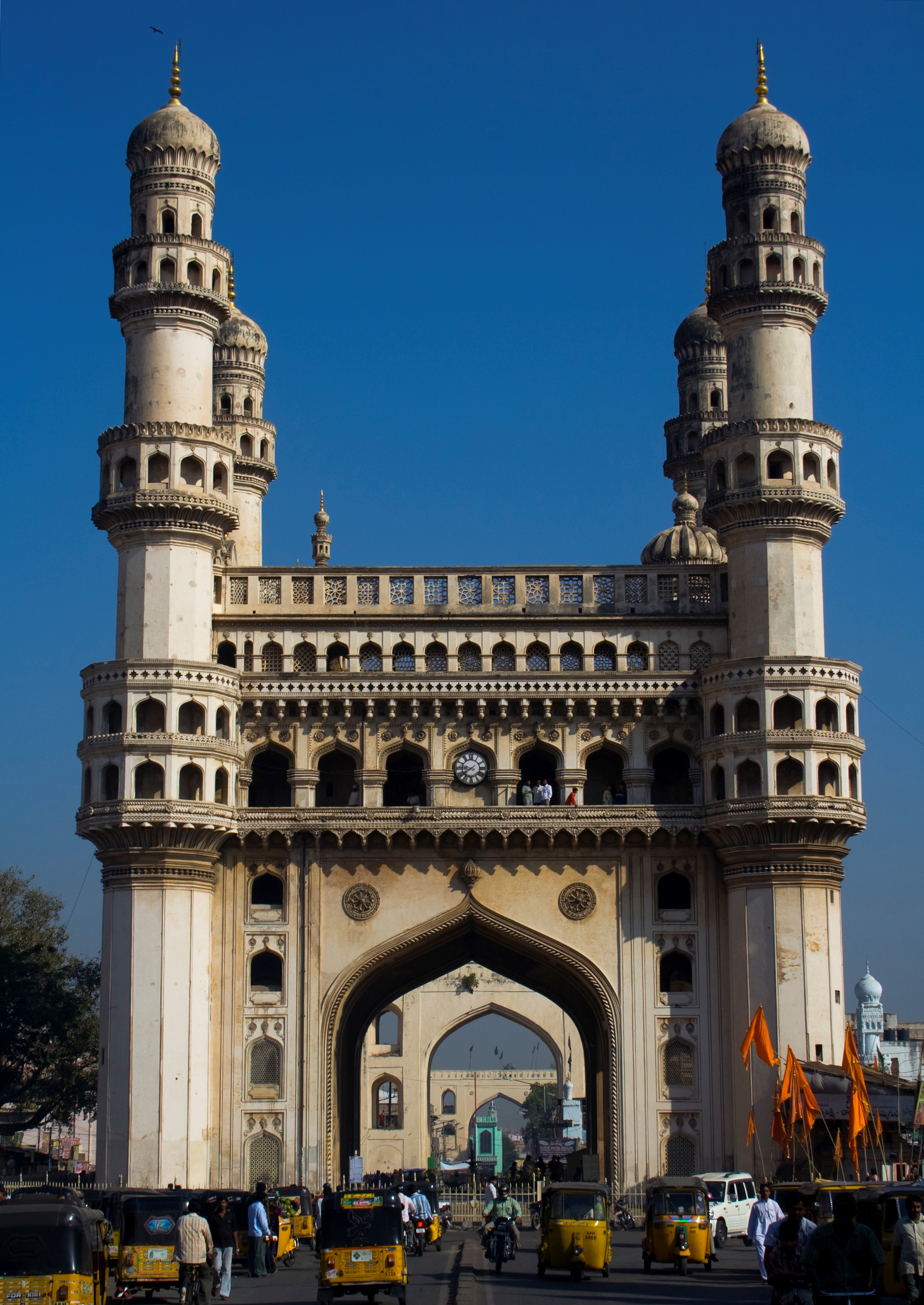
Charminar

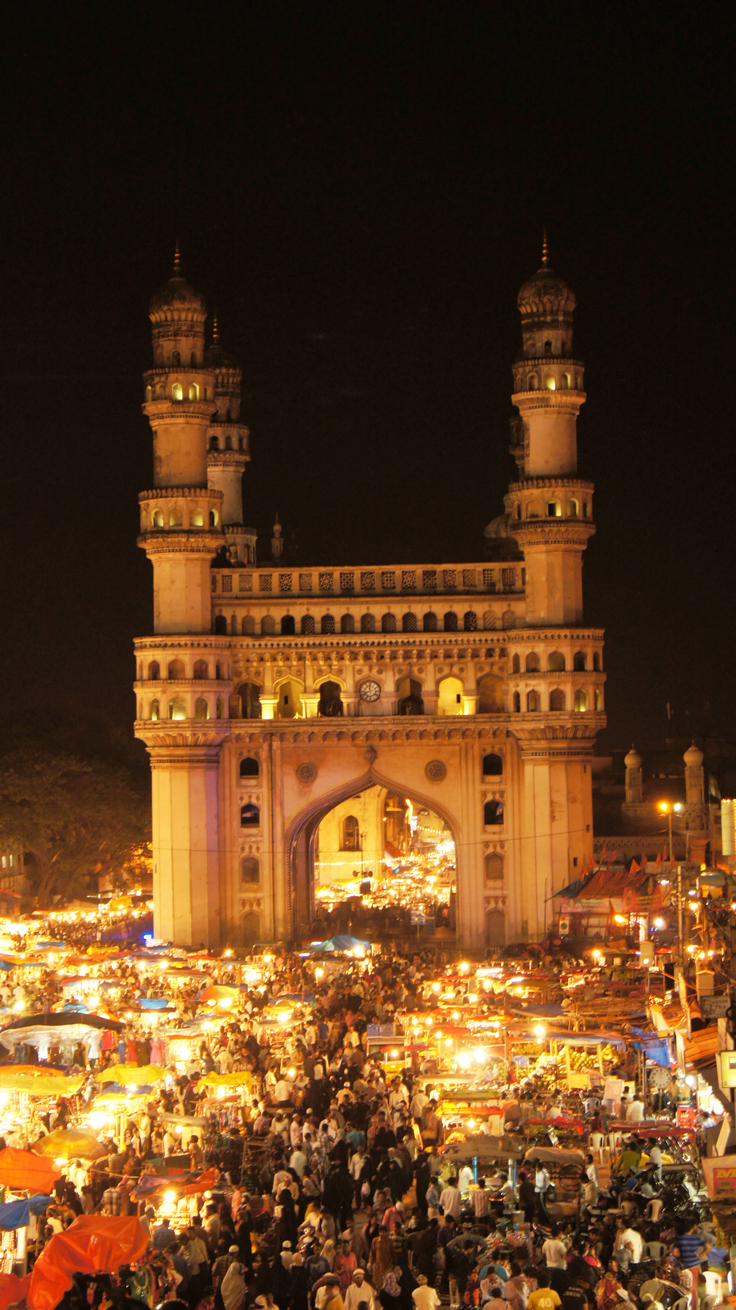
Nattbild av Charminar

Charminar ("Moskén med de fyra minareterna") är den mest berömda byggnaden i Hyderabad i Indien. Den uppfördes 1591 och har huvudsakligen använts som moské.

## Historia
Sultan Muhammad Quli Qutb Shah, den femte härskaren i Qutb Shahi-dynastin, lät uppföra Charminar 1591 kort efter att han bytt huvudstad från Golkonda till vad som nu är känt som Hyderabad. Sultanen brukade be till Allah att befria staden från den pestepidemi som man drabbats av. Moskén uppfördes till minne av pestepidemins slut, just på den plats där sultanen brukade be.
När bygget inleddes 1591 bad sultanen: "Åh Allah, skänk åt denna stad fred och välstånd. Låt miljontals män i alla kaster, trosläror och religioner göra den till sin hemvist, som fiskar i vattnet". Idag kan man kanske se stadens livaktighet som ett tecken på att hans böner blev besvarade. Moskén blev känd som "Charminar" genom sina fyra (persiska/hindi char = fyra) minareter (Minar (Arabiska manara) = spira/torn). 
Moskén, som är byggd av granit, kalk, murbruk och - enligt vissa - pulveriserad marmor, ligger i det som en gång var hjärtat av staden. Läget och utformningen var planerade så att den skulle synas väl från fästningen i Golkonda. Enligt en legend ska det också ha funnits en underjordisk tunnel som förband palatset i Golkonda med Charminar, kanske tänkt som en flyktväg för Qutub Shahi-kungarna i händelse av belägring, men den exakta placeringen av tunneln är okänd.
Charminar har en stil som är karakteristisk för islamisk arkitektur. På avstånd ser den robust och gedigen ut, och på närmare håll framträder dess vackra detaljer. Förutom att vara kärnan i stadens kulturella miljö, har den också blivit ett kännemärke för Hyderabad.
Charminar är ett kvadratiskt monument där varje sida mäter 20 m, och i varje hörn finns en minaret som når en höjd av 48,7 meter över marken. Varje minaret har fyra våningar, som tydligt syns som snidade ringar. Minareterna är sammanbyggda med huvudbyggnaden, till skillnad från Taj Mahal och många andra moskéer, som har fristående minareter. Varje minaret har en vindlande trappa med 149 steg som vägleder besökaren till översta våningen, där man har en panoramautsikt över staden.
Själva moskén finns på den översta av byggnadens fyra våningar. Byggnaden har dock använts även för andra ändamål än religiösa. Enligt Madame Blavatsky var varje våning avsedd för en viss sorts undervisning - innan britterna gjorde om byggnaden till lagerlokal för opium och drycker.
Från Charminar har man utsikt mot en annan moské som kallas Mecka Masjid. Området runt Charminar är känt under samma namn. Där finns en blomstrande marknad som lockar människor med varor av alla slag, bland annat smycken, armband och pärlor.